# Santa Joana (filme)
Saint Joan (bra/prt: Santa Joana) é um filme britano-norte-americano de 1957, em preto e branco, dirigido por Otto Preminger, baseado na peça Saint Joan, de George Bernard Shaw.
No elenco, Richard Widmark, John Gielgud e Jean Seberg (como Joana d'Arc).